# 小行星8221
小行星8221（英語：8221 La Condamine）是一颗围绕太阳公转的小行星。1996年7月14日，艾瑞克·怀特·埃尔斯特在拉西拉天文台发现了此天体。
这颗小行星的绝对星等为153.89354等。